# Stabhalter
Unter Stabhalter,  Stäbler, Stabler, Stabträger bezeichnete man in einigen Gegenden Deutschlands denjenigen, der zum Zeichen der ihm verliehenen richterlichen Würde oder der befehlshabenden Gewalt den Stab trug oder hielt, also den Präsidenten oder Vorsitzenden. Bei dem ehemaligen kaiserlichen Landgericht in Schwaben wurde derjenige, der die Stelle des Landrichters vertrat, daher sowohl Stabhalter als auch Statthalter genannt. Im Kanton Schaffhausen war Stabhalter im 19. Jahrhundert der Titel des Vizegemeindepräsidenten.
Bei den Turnieren führten die Turniervögte den Namen der Stabelherren oder Stabelmeister, welche Würde auch noch unter den österreichisch-kaiserlichen Hofbedienten oder Beamten gefunden werden konnte, wo der Stabelmeister einer der siebzehn Erbbeamten von Österreich unter der Enns ist.
An einigen Orten nannte man die Handwerksmeister, die zum Zeichen ihrer Gewalt Stab und Heiligen bekamen, Stäbler.
Diesen Namen führte auch eine besondere Scheidemünze, die einen Bischofsstab zum Gepräge hatte, und wovon 60 auf einen Rheinischen Goldgulden gingen. Mit Stabträger bezeichnet man denjenigen, welcher den Stab als ein symbolisches Kennzeichen trägt. So wird z. B. in der römisch-katholischen Kirche derjenige, welcher der Geistlichkeit den Bischofsstab vorträgt, der Stabträger genannt. Bei den Schützengesellschaften einiger Orten führte diesen Namen ein mit einer gewissen Gewalt versehener Oberoffizier, der ehemals der General=Gewaltiger dieser Gesellschaft gewesen sein soll.